# Белінда (супутник)
Белінда — внутрішній супутник Урана. Його названо на честь героїні поеми Александра Поупа «Викрадення локону» (The Rape of the Lock). Також відомий під назвою Уран XIV.
Белінду було відкрито 13 січня 1986 року під час вивчення знімків, отриманих «Вояджером-2», та присвоєно тимчасову назву S/1986 U 5.
Белінда належить до супутників групи Порції, до якої також входять Б'янка, Крессида, Дездемона, Порція, Джульєтта, Купідон, Розалінда і Пердіта. Ці супутники мають схожі орбіти та фотометричні властивості. Крім її орбіти, радіуса 45 км і геометричного альбедо 0,08 про неї практично нічого невідомо.
Виходячи зі світлових кривих та прямих знімків, можна припустити, що Белінда має дуже витягнуту форму.